# Championnats du monde de descente de canoë-kayak 1996
Navigation
Championnats du monde de descente 1995 Championnats du monde de descente 1998
Les 20e championnats du monde de descente en canoë-kayak de 1996 se sont tenus à Landeck en Autriche, sous l'égide de la Fédération internationale de canoë.

## Podiums

### K1
| Rang               | Athlète           | Pays      | Temps    |
| ------------------ | ----------------- | --------- | -------- |
| Médaille d'or      | Markus Gickler    | Allemagne | 11:57.65 |
| Médaille d'argent  | Robert Pontarollo | Italie    | 11:59.44 |
| Médaille de bronze | Axel Luhmacher    | Allemagne | 11:59.69 |

| Rang               | Athlète                                         | Pays      | Temps    |
| ------------------ | ----------------------------------------------- | --------- | -------- |
| Médaille d'or      | Markus Gigkler Thomas Koelmann Axel Lehmacher   | Allemagne | 12:16.08 |
| Médaille d'argent  | Gilles Calliet Michael Fargier Philippe Graille | France    | 12:26.95 |
| Médaille de bronze | Robert Pontarollo Cesare Mulazzi Fabio Ceccato  | Italie    | 12:31.30 |

| Rang               | Athlète          | Pays      | Temps    |
| ------------------ | ---------------- | --------- | -------- |
| Médaille d'or      | Ursula Profanter | Autriche  | 12:53.08 |
| Médaille d'argent  | Laurence Castet  | France    | 12:53.46 |
| Médaille de bronze | Claudia Brokof   | Allemagne | 12:55.06 |

| Rang               | Athlète                                            | Pays      | Temps    |
| ------------------ | -------------------------------------------------- | --------- | -------- |
| Médaille d'or      | Anne Fleur Sautour Laurence Castet Myriam Le Gallo | France    | 13:18.99 |
| Médaille d'argent  | Catrin Vieten Claudia Mohr Claudia Brokof          | Allemagne | 13:26.36 |
| Médaille de bronze | Ursula Profanter Petra Schlitzer Gabi Hollerieth   | Autriche  | 13:39.27 |

### C1
| Rang               | Athlète      | Pays      | Temps    |
| ------------------ | ------------ | --------- | -------- |
| Médaille d'or      | Vladi Panato | Italie    | 12:31.46 |
| Médaille d'argent  | Olaf Schwarz | Allemagne | 12:34.65 |
| Médaille de bronze | Mirko Spelli | Italie    | 12:42.58 |

| Rang               | Athlète                                            | Pays     | Temps    |
| ------------------ | -------------------------------------------------- | -------- | -------- |
| Médaille d'or      | Vladi Panato Mirko Spelli Andrea Bernucci          | Italie   | 13:28.33 |
| Médaille d'argent  | Borut Horvat Josko Kancler Primoz Sulic            | Slovénie | 13:32.92 |
| Médaille de bronze | Thierry Derouineau Samuel Nardon Jean-Luc Bataille | France   | 13:33.50 |

### C2
| Rang               | Athlète                       | Pays      | Temps    |
| ------------------ | ----------------------------- | --------- | -------- |
| Médaille d'or      | Vladimir Vala Jaroslav Slucik | Slovaquie | 12:15.86 |
| Médaille d'argent  | Pierre Roos Damien Faysse     | France    | 12:17.37 |
| Médaille de bronze | Stefan Grega Jan Sutek        | Slovaquie | 12:19.59 |

| Rang               | Athlète                                           | Pays      | Temps    |
| ------------------ | ------------------------------------------------- | --------- | -------- |
| Médaille d'or      | Müller / Kennel Dajek / Knittel Eich / Simon      | Allemagne | 12:58.98 |
| Médaille d'argent  | Jacquemet / Halko Derouineau / Edin Roos / Faysse | France    | 13:05.67 |
| Médaille de bronze | Vala / Slucik Grega / Sutek Soska / Soska         | Slovaquie | 13:19.89 |

## Tableau des médailles
| Rang  | Nation    | Or | Argent | Bronze | Total |
| ----- | --------- | -- | ------ | ------ | ----- |
| 1     | Allemagne | 3  | 2      | 2      | 7     |
| 2     | Italie    | 2  | 1      | 2      | 5     |
| 3     | France    | 1  | 4      | 1      | 6     |
| 4     | Slovaquie | 1  | 0      | 2      | 3     |
| 5     | Autriche  | 1  | 0      | 1      | 2     |
| 6     | Slovénie  | 0  | 1      | 0      | 1     |
| Total | Total     | 8  | 8      | 8      | 24    |